# Chaos Is Me
Chaos Is Me es el primer álbum de estudio de la banda estadounidense de screamo Orchid. Este álbum fue liberado en 1998 por el sello discográfico Ebullition Records. Este disco revela toda la furia heredada del Hardcore con base del Grindcore, revelando una clara evolución sónica con canciones cortas, caóticas y guitarras afinadas, líricas mucho más complejas y abstractas que lidia con problemas personales, pero desde una perspectiva política y filosófica mucho más sofisticada, influenciada por la filosofía de Herbert Marcuse, Theodor Adorno y por sobre todo Friedrich Nietzsche.

## Canciones
1. «Le Desordre C'est Moi» - 2:05
2. «Aesthetic Dialectic» - 1:42
3. «In G and E» - 0:58
4. «New Jersey vs. Valhalla» - 2:13
5. «Weekend at the Fire Academy» - 0:56
6. «Framecode» - 1:36
7. «The Action Index» - 1:52
8. «Death of a Modernist» - 0:54
9. «Boy With No Arms» - 1:52
10. «Invasion U.S.A.» - 1:01
11. «Epilogue of a Car Crash» - 3:54